# Větrník (Šluknovská pahorkatina)
Větrník (německy Windmühlenberg) je kopec o nadmořské výšce 484 m, který leží v Mikulášovicích v Ústeckém kraji.

## Charakteristika
Vrch náleží ke geomorfologickému celku Šluknovská pahorkatina, jeho okrsku Šenovská pahorkatina a podokrsku Mikulášovická pahorkatina. Na západě sousedí s Čapákem (493 m). Geologické podloží tvoří střednězrnný lužický granodiorit. Půdním pokryvem je převážně modální mesobazická kambizem, kterou na jižním svahu střídá kambizem oglejená. Na severovýchodním svahu pramení bezejmenné přítoky Vilémovského potoka, jižní svahy jsou odvodňovány do Mikulášovického potoka. Celý vrch tak náleží k povodí Sebnice a Labe a úmoří Severního moře. Většina Větrníku má zemědělské využití, na jižní svah zasahuje zástavba města Mikulášovice, vrcholová část je pak zalesněna převážně listnatým lesem.

## Větrný mlýn
Na vrcholu Větrníku stál od roku 1725 větrný mlýn, který byl v roce 1875 přestavěn na výletní hostinec. Stavba zanikla roku 1955.

## Galerie

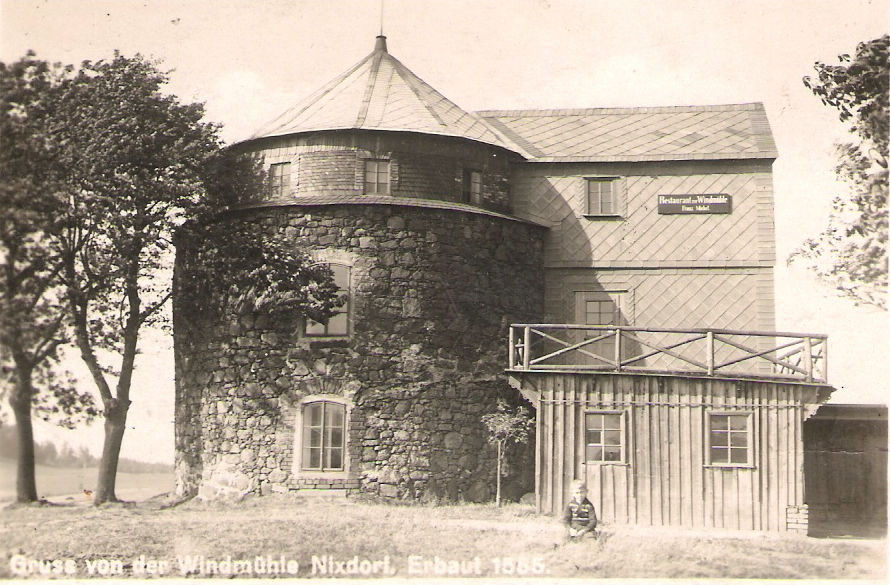
Podoba větrného mlýna z počátku 20. století
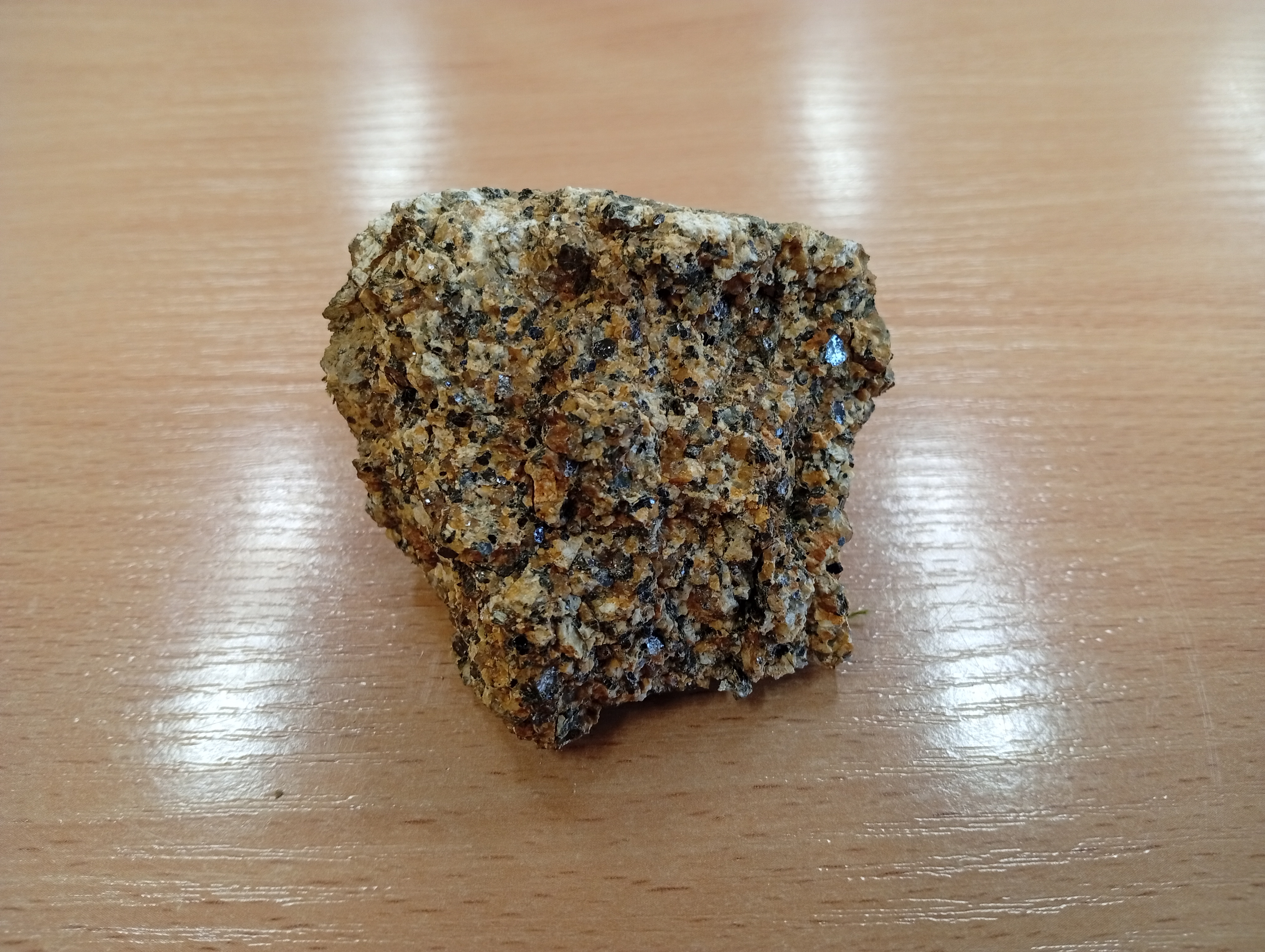
Lužický granodiorit